# Martin Kargl
Martin Kargl est un footballeur autrichien né le 30 décembre 1912 et décédé le 20 mai 1946. Il évoluait au poste de défenseur.

## Carrière
Il participe avec la sélection olympique autrichienne aux Jeux olympiques de Berlin en 1936. Lors du tournoi olympique, il joue quatre matchs : contre l'Égypte, le Pérou, la Pologne et enfin l'Italie. La sélection autrichienne remporte la médaille d'argent.

## Palmarès
- Médaillé d'argent lors des Jeux olympiques de 1936 avec l'équipe d'Autriche